# Arrondine
 (avril 2020).
Si vous disposez d'ouvrages ou d'articles de référence ou si vous connaissez des sites web de qualité traitant du thème abordé ici, merci de compléter l'article en donnant les références utiles à sa vérifiabilité et en les liant à la section « Notes et références ».
L’Arrondine est une rivière de montagne qui s'écoule du versant sud de la chaîne des Aravis dans les départements français de la Savoie et de la Haute-Savoie.

## Géographie

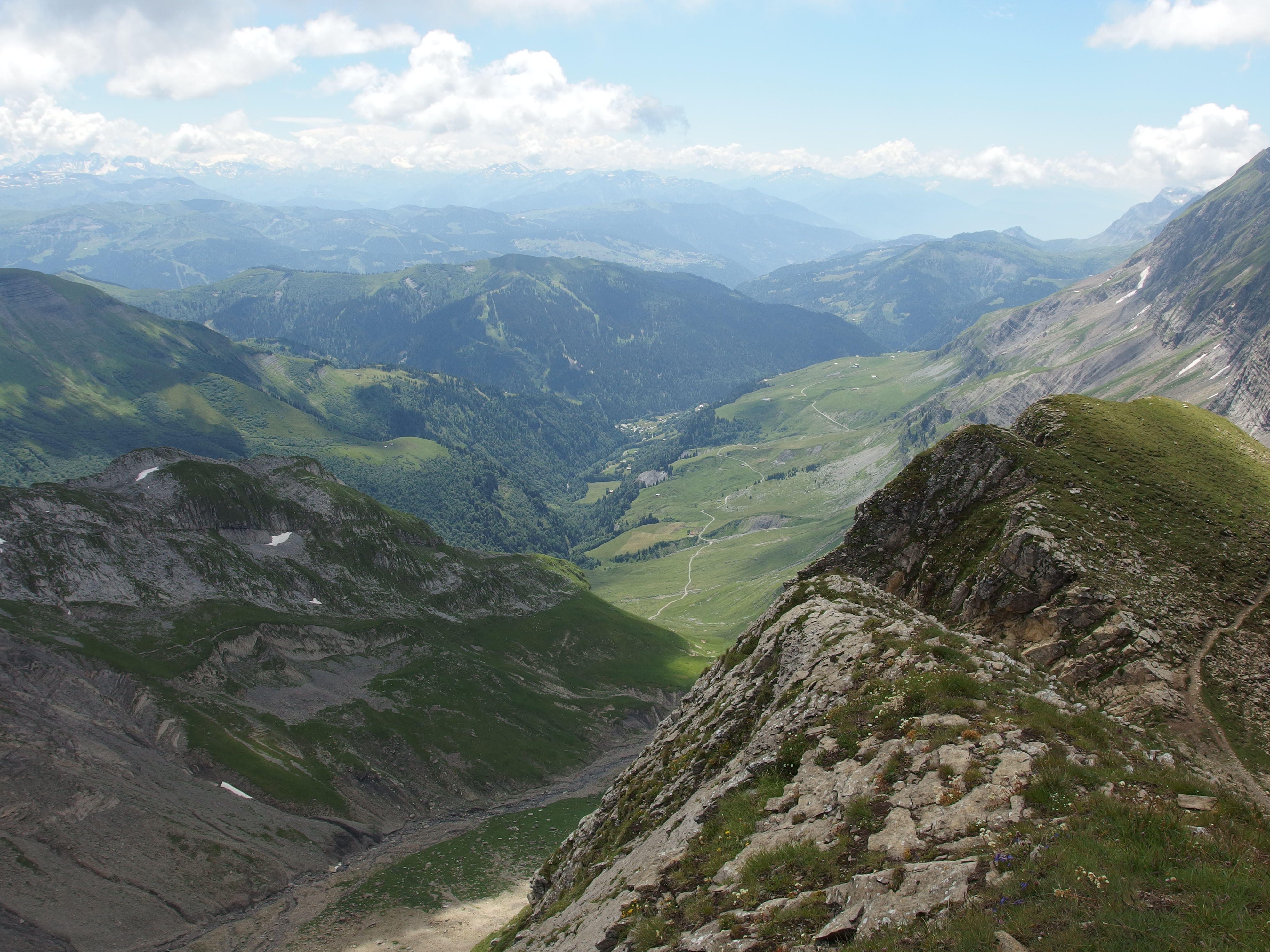
Vue depuis l'Ambrevetta dans la chaîne des Aravis en direction du sud avec la vallée de l'Arrondine au pied des sommets.

Elle prend sa source au-dessus du village de La Giettaz, sur la commune de Cordon, vers 1 800 mètres d'altitude et parcourt 13,5 km avant de rejoindre l'Arly, à Flumet.
Torrent de montagne sur sa partie amont jusqu'au Plan de La Giettaz, l'Arrondine grossit rapidement grâce à l'apport de nombreux autres torrents et ruisseaux pour devenir une petite rivière à l'aval de La Giettaz, au lieu dit Les Glières. A cet endroit, le lit de la rivière s'élargit en longeant la route qui mène au col des Aravis, formant des méandres et des zones de gravières humides atypiques pour la région.
La rivière s'engouffre alors dans de profondes gorges inaccessibles sur 3 km, jusqu'au moulin de La Revue. La dénivellation importante permet le fonctionnement d'une micro-centrale hydroélectrique sur la partie supérieure des gorges. Le dernier kilomètre se déroule dans une petite plaine contournant le contrefort sur lequel repose le village médiéval de Flumet. Elle borde alors une zone de loisirs (terrains de sports, jeux, tennis, aire de pique-nique) et un plan d'eau, très prisés par les visiteurs et les habitants du Val d'Arly.
Elle termine son cours par une petite chute d'eau, à l'endroit d'une ancienne micro-centrale, quelques mètres avant sa confluence avec l'Arly.

## Hydrologie
Malgré un bassin versant réduit d'environ 60 km², l'Arrondine est une rivière très abondante, susceptible de crues brutales, comme en mai 2015.
Il n'y a pas de stations de mesures connues, mais suivant les statistiques de l'Arly, le débit peut varier d'un facteur 10 en fonction de la saison et probablement d'un facteur 50 en cas de crues.
La rivière a un régime nival, avec des fluctuations saisonnières de débit importantes, avec des hautes eaux de printemps dues à la fonte des neiges et des basses eaux de juillet à septembre.

## Patrimoine
Les traces d'anciens moulins sont présentes sur les berges de la rivière, notamment celui de la Revue à Flumet, situé à la confluence du nant de Chaucisse et de l'Arrondine. Il conserve en état sa roue et son canal de dérivation.